# Colima (comune)
Colima è una città del Messico, capitale dello Stato di Colima, la seconda città più popolosa dello Stato dopo Manzanillo. Secondo uno studio di FDI, una filiale del Financial Time di Londra è una delle piccole città con la migliore qualità della vita del Messico, la decima nell'America Latina. Lo studio ha valutato sei categorie: potenziale economico, risorse umane, rapporto costi-benefici, qualità della vita, infrastrutture e ambiente imprenditoriale favorevole.
Insieme con i comuni di Comala, Coquimatlán, Cuauhtémoc, e Villa de Álvarez, costituisce l'area metropolitana di Colima.
Per i suoi cinquecento anni di storia, la città fondata il 20 gennaio 1523 da Gonzalo de Sandoval è la seconda più antica del Messico, e grande cultura, ben visibile nell'Università di Colima, nel folklore, nei costumi, nella cucina e nelle tradizioni, è stata nominata nel 2014 Capitale Americana della Cultura.

## Toponomastica
Colima, dove domina l'antico dio o il dio del fuoco e si riferisce al vulcano di fuoco (che si trova nel territorio di Jalisco), è conosciuto come Volcan de Colima per via della vista unica del Vulcano che si gode da Colima e per l'apprezzamento che gli abitanti dello Stato gli riservano. Il nome deriva dalla parola Nahuatl che si chiama l'antico regno di Colliman: Colli, che significa collina, vulcano o nonno e Maitl, si intende la mano o il dominio. Pur essendo una piccola entità, Colima contiene all'interno dei suoi confini un significativo patrimonio artistico, tra i quali citiamo la cattedrale, in stile neoclassico; il Palazzo del Governo, i murales del pittore colimense Jorge Chavez Carrillo, che illustrano temi storici riguardanti la conquista, la colonizzazione e la guerra d'indipendenza.